# Hypoderma
Hypoderma е род едри мухи, паразитиращи най-често по едър рогат добитък и елени, но понякога и по коне, овце, кози и хора. Те са открити и при по-малки бозайници като кучета, котки, катерици, полевки и зайци.

## Описание
Възрастните мухи са големи, космати и подобно на земните пчели имат кафяв, оранжев или жълт цвят. Възрастните имат закърняла уста, така че не могат да се хранят по време на краткия си живот, който може да трае само пет дни.

## Видове
Най-често срещаните видове конски мухи са Hypoderma bovis („волска муха“), Hypoderma lineatum (паразит по едър рогат добитък) и Hypoderma tarandi (паразит по елени).
- Hypoderma bovis
- Hypoderma bovis
- Hypoderma lineatum

Видове от рода Hypoderma:
- Hypoderma actaeon
- Hypoderma albofasciatum
- Hypoderma bovis
- Hypoderma capreola
- Hypoderma desertorum
- Hypoderma diana
- Hypoderma lineatum
- Hypoderma moschiferi
- Hypoderma qinghaiensis
- Hypoderma sinense
- Hypoderma tarandi